# Zimowe Igrzyska Dobrej Woli 2000
Zimowe Igrzyska Dobrej Woli 2000 odbyły się między 17 a 20 lutego 2000 w amerykańskiej miejscowości Lake Placid. Podczas igrzysk rywalizowano w  11 dyscyplinach.

## Rozgrywane dyscypliny
| - Biegi narciarskie (4) - Bobsleje (1) - Kombinacja norweska (2) - Łyżwiarstwo figurowe (4) - Łyżwiarstwo szybkie (6) - Narciarstwo alpejskie (2) | - Narciarstwo dowolne (6) - Saneczkarstwo (3) - Skeleton (2) - Skoki narciarskie (2) - Snowboard (6) |

## Przebieg zawodów

### Biegi narciarskie
| Data           | Konkurencja                      | Złoto                    | Srebro                | Brąz                         | Źródło |
| -------------- | -------------------------------- | ------------------------ | --------------------- | ---------------------------- | ------ |
| 19 lutego 2000 | Sprint mężczyzn                  | Frode Jermstad           | Thobias Fredriksson   | Mikael Östberg               | [ 1 ]  |
| 19 lutego 2000 | Sprint kobiet                    | Natalja Baranowa         | Anke Reschwamm        | Viola Bauer                  | [ 2 ]  |
| 20 lutego 2000 | Bieg drużynowy na 15 km mężczyzn | J. Wadsworth/M. Nash     | B. Skjaerli/O. Rygg   | J. Egil Anderson/F. Jermstad | [ 3 ]  |
| 20 lutego 2000 | Bieg drużynowy na 9 km kobiet    | J. Buruchina/N. Baranowa | V. Bauer/A. Reschwamm | R. Sirviö/A. Saarinen        | [ 4 ]  |

### Bobsleje
| Data           | Konkurencja           | Złoto              | Srebro               | Brąz                   | Źródło |
| -------------- | --------------------- | ------------------ | -------------------- | ---------------------- | ------ |
| 20 lutego 2000 | Ślizg dwójek mężczyzn | S. Prūsis/J. Ozols | A. Lange/L. Behrendt | B. Shimer/P. Jovanovic | [ 5 ]  |

### Kombinacja norweska
| Data           | Konkurencja            | Złoto                  | Srebro               | Brąz               | Źródło |
| -------------- | ---------------------- | ---------------------- | -------------------- | ------------------ | ------ |
| 19 lutego 2000 | Indywidualnie mężczyzn | Felix Gottwald         | Mario Stecher        | Todd Lodwick       | [ 6 ]  |
| 20 lutego 2000 | Drużynowo mężczyzn     | F. Gottwald/M. Stecher | D. Kreiner/M. Gruber | S. Koch/S. Haseney | [ 7 ]  |

### Łyżwiarstwo figurowe
| Data           | Konkurencja   | Złoto                    | Srebro              | Brąz                       | Źródło |
| -------------- | ------------- | ------------------------ | ------------------- | -------------------------- | ------ |
| 19 lutego 2000 | Solistki      | Surya Bonaly             | Yuka Satō           | Nancy Kerrigan             | [ 8 ]  |
| 19 lutego 2000 | Soliści       | Brian Boitano            | Brian Orser         | Wiktor Petrenko            | [ 9 ]  |
| 18 lutego 2000 | Pary sportowe | O. Kazakowa/A. Dmitrijew | M. Wötzel/I. Steuer | I. Brasseur/L. Eisler      | [ 10 ] |
| 19 lutego 2000 | Pary taneczne | E. Punsalan/J. Swallow   | M. Usowa/J. Płatow  | M. Klimowa/S. Ponomarienko | [ 11 ] |

### Łyżwiarstwo szybkie
| Data           | Konkurencja             | Złoto                                                                             | Srebro                                                                            | Brąz                                                                             | Źródło |
| -------------- | ----------------------- | --------------------------------------------------------------------------------- | --------------------------------------------------------------------------------- | -------------------------------------------------------------------------------- | ------ |
| 18 lutego 2000 | 500 metrów kobiet       | Ewgenija Radanowa                                                                 | Wang Chunlu                                                                       | Yang Yang                                                                        | [ 12 ] |
| 17 lutego 2000 | 1000 metrów kobiet      | Yang Yang                                                                         | Ewgenija Radanowa                                                                 | Amy Peterson                                                                     | [ 13 ] |
| 18 lutego 2000 | 500 metrów mężczyzn     | François-Louis Tremblay                                                           | Fabio Carta                                                                       | Rusty Smith                                                                      | [ 14 ] |
| 18 lutego 2000 | 1000 metrów mężczyzn    | François-Louis Tremblay                                                           | An Yulong                                                                         | Li Jiajun                                                                        | [ 15 ] |
| 18 lutego 2000 | Bieg drużynowy kobiet   | Chiny · Xiaoying Liu · Dandan Sun · Wang Chunlu · Yang Yang                       | Kanada · Isabelle Charest · Alanna Kraus · Annie Perreault · Tania Vicent         | Korea Południowa · Jeon Da-hye · Kim Moon-jung · Kim Hyang-jin · Park Ju-Young   | [ 16 ] |
| 18 lutego 2000 | Bieg drużynowy mężczyzn | Kanada · Éric Bédard · Marc Gagnon · Jonathan Guilmette · François-Louis Tremblay | Stany Zjednoczone · Ian Barański · Apolo Anton Ohno · Dan Weinstein · Rusty Smith | Włochy · Michele Antonioli · Fabio Carta · Nicola Franceschina · Nicola Rodigari | [ 17 ] |

### Narciarstwo alpejskie
| Data           | Konkurencja        | Złoto         | Srebro        | Brąz         | Źródło |
| -------------- | ------------------ | ------------- | ------------- | ------------ | ------ |
| 17 lutego 2000 | Zjazd mężczyzn (1) | Vincent Blanc | Chris Puckett | Kevin Wert   | [ 18 ] |
| 18 lutego 2000 | Zjazd mężczyzn (2) | Ed Podivinsky | Chris Puckett | Fritz Strobl | [ 19 ] |

### Narciarstwo dowolne
| Data           | Konkurencja                 | Złoto                     | Srebro            | Brąz              | Źródło |
| -------------- | --------------------------- | ------------------------- | ----------------- | ----------------- | ------ |
| 19 lutego 2000 | Jazda po muldach mężczyzn   | Janne Lahtela             | Jean-Luc Brassard | Ryan Riley        | [ 20 ] |
| 19 lutego 2000 | Jazda po muldach kobiet     | Kari Traa                 | Ann Battelle      | Justine van Houte | [ 21 ] |
| 19 lutego 2000 | Skoki akrobatyczne mężczyzn | Eric Bergoust             | Britt Swartley    | Joe Pack          | [ 22 ] |
| 19 lutego 2000 | Skoki akrobatyczne kobiet   | Veronica Brenner          | Xu Nannan         | Brenda Petzold    | [ 23 ] |
| 21 lutego 2000 | Skicross mężczyzn           | Pierre-Alexandre Rousseau | Ryan Riley        | Sami Mustonen     | [ 24 ] |
| 21 lutego 2000 | Skicross kobiet             | Ann Battelle              | Aiko Uemura       | Aiko Uemura       | [ 25 ] |

### Saneczkarstwo
| Data           | Konkurencja      | Złoto                  | Srebro            | Brąz                   | Źródło |
| -------------- | ---------------- | ---------------------- | ----------------- | ---------------------- | ------ |
| 17 lutego 2000 | Dwójki mężczyzn  | M. Grimmette/B. Martin | S. Skel/S. Wöller | C. Oberstolz/P. Gruber | [ 26 ] |
| 18 lutego 2000 | Jedynki kobiet   | Sylke Otto             | Sylke Kraushaar   | Iluta Gaile            | [ 27 ] |
| 18 lutego 2000 | Jedynki mężczyzn | Armin Zöggeler         | Jaroslav Slávik   | Gerhard Gleirscher     | [ 28 ] |

### Skeleton
| Data           | Konkurencja    | Złoto         | Srebro      | Brąz           | Źródło |
| -------------- | -------------- | ------------- | ----------- | -------------- | ------ |
| 19 lutego 2000 | Ślizg kobiet   | Alex Hamilton | Maya Bieri  | Michelle Kelly | [ 29 ] |
| 20 lutego 2000 | Ślizg mężczyzn | Jimmy Shea    | Chris Soule | Kazuhiro Koshi | [ 30 ] |

### Skoki narciarskie
| Data           | Konkurencja         | Złoto                                                                | Srebro                                                                     | Brąz                                                                          | Źródło |
| -------------- | ------------------- | -------------------------------------------------------------------- | -------------------------------------------------------------------------- | ----------------------------------------------------------------------------- | ------ |
| 20 lutego 2000 | Zawody indywidualne | Morten Ågheim                                                        | Arne Sneli                                                                 | Michael Neumayer                                                              | [ 31 ] |
| 19 lutego 2000 | Zawody drużynowe    | Norwegia · Tom Aage Aarnes · Arne Sneli · Tore Sneli · Morten Ågheim | Austria · Christian Nagiller · Florian Liegl · Stefan Kaiser · Martin Koch | Niemcy · Michael Möllinger · Michael Neumayer · Leif Frey · Roland Audenrieth | [ 32 ] |

### Snowboard
| Data           | Konkurencja            | Złoto          | Srebro          | Brąz             | Źródło |
| -------------- | ---------------------- | -------------- | --------------- | ---------------- | ------ |
| 17 lutego 2000 | Halfpipe kobiet        | Tricia Byrnes  | Kelly Clark     | Kim Dunn         | [ 33 ] |
| 18 lutego 2000 | Halfpipe mężczyzn      | Ross Powers    | Tommy Czeschin  | Rob Kingwill     | [ 34 ] |
| 19 lutego 2000 | Slalom gigant mężczyzn | Ian Price      | Alexander Maier | Chris Klug       | [ 35 ] |
| 19 lutego 2000 | Slalom gigant kobiet   | Sondra van Ert | Rosey Fletcher  | Stacia Hookom    | [ 36 ] |
| 20 lutego 2000 | Snowcross mężczyzn     | Scott Gaffney  | Mathieu Morency | Arthur Hackhofer | [ 37 ] |
| 20 lutego 2000 | Snowcross kobiet       | Candice Drouin | Sophia Bergdahl | Kelly Clark      | [ 38 ] |